# Spiculatidiplosis
Spiculatidiplosis är ett släkte av tvåvingar. Spiculatidiplosis ingår i familjen gallmyggor.
Kladogram enligt Catalogue of Life:
| Spiculatidiplosis | \| \| Spiculatidiplosis fastigiatus \| \| \| \| \| \| Spiculatidiplosis longistylis \| \| \| \| \| \| Spiculatidiplosis mira \| \| \| \| |
|                   | \| \| Spiculatidiplosis fastigiatus \| \| \| \| \| \| Spiculatidiplosis longistylis \| \| \| \| \| \| Spiculatidiplosis mira \| \| \| \| |
|                   | Spiculatidiplosis fastigiatus |
|                   | |
|                   | Spiculatidiplosis longistylis |
|                   | |
|                   | Spiculatidiplosis mira |
|                   | |